# HET-CAM법
HET-CAM법은 영국의 한 제약회사와 같은 토끼실험은 인간의 눈 점막에 들어가는 화장품인 마스카라나 아이라이너 등의 독성물질의 안전성을 테스트하기 위한 실험이다. 이 실험에서는 토끼가 눈물을 잘 흘리지 않는 특징을 이용하여 토끼의 속눈썹에 마스카라를 약 3천 번 정도 바르며 드레이즈 테스트를 실시한다. 드레이즈 테스트란 화장품이 눈에 들어갔을 대 점막을 자극하는 정도를 알아보기 위해 진행하는 실험이다. 이 실험을 받은 토끼는 수개월간 눈에서 피를 흘리거나 눈이 머는 일이 발생한다. 그러므로 토끼를 보호하기 위해 ’드레이즈 테스트‘를 대체하여 계란 속 반투과성 흰색 막을 이용하여 약물 안전성 실험인 HET-CAM법을 이용해야 한다. 계란 또한 같은 생명체로써 존중받아야하지만, 감정을 가지고 있지 않고 고통을 느낄 수 없다. 그래서 토끼처럼 감정을 가지고 고통을 충분히 느낄 수 있는 동물보다는 받지 않는 생명체를 사용해야 한다. HET-CAM법은 Luepke에 의해 처음 개발되었으며, 물질 적용 후 수정란의 융모 요막에 존재하는 혈관들의 거시적인 변화평가 방법이다.

## 발전방향
이 실험은 각막의 손상여부를 판정하는 Bovine Corneal Opacity and Permeability Assay (BCOP), Porcine Corneal Opacity and Permeability Assay (PCOP), Isolated Chicken Eye Test (ICE)와 결막의 혈관반응을 대체 하는 시험법인 HET-CAM이 안 자극 유발 가능성을 검증하는 데 널리 이용되고 있으며(Vinardell et al. 2008) 특히 HET-CAM의 경우 토끼 눈 자극 테스트를 Draize 하여 94%의 민감도, 100% 의 특이성을 보인다고 보고되고 있다(Gettings et al . 1996). 

## 참고 문헌
- 조선아, 안수선, 김한곤, 이태룡, 2008, [HET-CAM법을 이용한 화장품 원료와 제품의 안자극 가능성 평가],5~6쪽